# Георг Кнобел
Георг Кнобел (нід. George Knobel; 10 грудня 1922, Розендал — 5 травня 2012, Розендал) — нідерландський футболіст і тренер.
Володар Суперкубка УЄФА.

## Кар'єра тренера
Розпочав тренерську кар'єру 1966 року, очоливши тренерський штаб клубу «Бароні».
1973 року став головним тренером команди «Аякс», тренував команду з Амстердама лише один рік.
Згодом протягом 1974—1976 років очолював тренерський штаб збірної Нідерландів, у тому числі на чемпіонаті Європи 1976 року, де його підопічні посіли третє місце.
1979 року прийняв пропозицію попрацювати у клубі «Беєрсхот». Залишив команду з Антверпена того ж року.
Протягом одного року, починаючи з 1980, був головним тренером команди «Беєрсхот».
1980 року був запрошений очолити збірну Гонконгу, з якою пропрацював до 1981 року.
Протягом 1982 року очолював тренерський штаб команди «Віллем II».
Протягом тренерської кар'єри також очолював команду клубу МВВ.
Останнім місцем тренерської роботи був клуб «Сейко», головним тренером команди якого Георг Кнобел був протягом 1985 року.

## Досягнення
- Володар Суперкубка Європи:

«Аякс»: 1973